# Kanton Cuq-Toulza
Der Kanton Cuq-Toulza war bis 2015 ein französischer Wahlkreis im Département Tarn in der Region Midi-Pyrénées. Hauptort war Cuq-Toulza. Vertreter im Generalrat des Départements war zuletzt von 1998 bis 2015 Bernard Viala (DVD).
Der Kanton war 107,52 km² groß und hatte 2148 Einwohner, was einer Bevölkerungsdichte von 20 Einw./km² entsprach. Im Mittel lag er 256 Meter über Normalnull, zwischen 166 und 332 Meter. 

## Gemeinden
Der bestand aus elf Gemeinden:
| Gemeinde          | Einwohner Jahr | Fläche km² | Bevölkerungsdichte | Code INSEE | Postleitzahl |
| ----------------- | -------------- | ---------- | ------------------ | ---------- | ------------ |
| Aguts             | 224 (2013)     | –          | – Einw./km²        | 81001      | 81470        |
| Algans            | 208 (2013)     | –          | – Einw./km²        | 81006      | 81470        |
| Cambon-lès-Lavaur | 299 (2013)     | –          | – Einw./km²        | 81050      | 81470        |
| Cuq-Toulza        | 691 (2013)     | –          | – Einw./km²        | 81076      | 81470        |
| Lacroisille       | 119 (2013)     | –          | – Einw./km²        | 81127      | 81470        |
| Maurens-Scopont   | 182 (2013)     | –          | – Einw./km²        | 81162      | 81470        |
| Montgey           | 297 (2013)     | –          | – Einw./km²        | 81179      | 81470        |
| Mouzens           | 121 (2013)     | –          | – Einw./km²        | 81189      | 81470        |
| Péchaudier        | 172 (2013)     | –          | – Einw./km²        | 81205      | 81470        |
| Puéchoursi        | 90 (2013)      | –          | – Einw./km²        | 81214      | 81470        |
| Roquevidal        | 134 (2013)     | –          | – Einw./km²        | 81229      | 81470        |